# رایمکل مالابکوف
رایمکل مالابکوف (روسی: Раимкуль Худойназарович Малахбеков؛ زادهٔ ۱۶ اوت ۱۹۷۴) بوکسور، و سیاستمدار اهل روسیه است.
وی همچنین برندهٔ جوایزی همچون نشان دوستی شده‌است.